# 黑山 (澳大利亚首都领地)
黑山（英語：Black Mountain）座落在澳洲首都特區坎培拉境內，澳洲國立大學（ANU）西側、伯利·格里芬湖（Lake Burley Griffin）北側。是坎培拉境內的國家公園（自然保護區）之一。
山峰最高點約海平面812公尺。山頂上建有著名的首都地標：電訊塔（Black Mountain Tower；Telstra Tower），塔高192.5公尺，設有瞭望台和景觀餐廳，是坎培拉地區的至高點，也是重要的通訊設施。山腳下則設有澳洲國家植物園（Australian National Botanic Gardens）。
另外，除了澳洲國立大學外，如聯邦科學與工業研究組織（CSIRO）也在山區設有研究設施和實驗室。
山體結構主要由砂岩和泥岩所構成。